# Электрон T3L44
Электрон T3L44 — украинский трехсекционный, четырехосный, односторонний, полностью низкопольный трамвай для колеи шириной 1000 мм. Изготовлен во Львове совместным предприятием «Электронтранс».

## История
В декабре 2013 года пресс-служба предприятия сообщила, что ЧАО «Концерн-Электрон» победило в тендере на производство ещё одного низкопольного трамвая для города Львова.
23-26 сентября 2014 года на выставке InnoTrans-2014 в Берлине впервые представили трамвай Электрон T3L44.
В конце сентября 2014 года первый трамвай передали ЛКП «Львовэлектротранс» для перевозки пассажиров.
К концу 2016 года построено 8 вагонов данной модели, все они эксплуатируются во Львове.